# Epilessia post-traumatica
L'epilessia post-traumatica (abbreviata con la sigla EPT) è una tipologia di epilessia che si instaura successivamente ad un trauma cranico.

## Eziologia
La comparsa di epilessia post-traumatica avviene a seguito di un trauma cranico e conseguente danno all'encefalo. Crisi epilettiche possono comparire in un certo numero di soggetti traumatizzati, ma solo alcuni tendono a sviluppare epilessia cronica.
Il manifestarsi o meno di EPT è stato correlato all'entità del trauma stesso: traumi cranici lievi hanno un rischio di sviluppare epilessia pari a circa il 2,1%-5%, mentre in caso lesioni di maggiore gravità tale rischio è pari al 16,7%-20%.
Il 30% dei casi di EPT si sviluppa in pazienti che presentano frattura cranica depressa, trauma penetrante, ematomi subdurali o intracranici e comparsa precoce di crisi epilettiche dopo il trauma.
Sono state indagate possibili subcause genetiche legate alla comparsa di EPT, come il possesso di particolari alleli dell'apolipoproteina E e dell'aptoglobina, ma gli studi non hanno ottenuto risultati univoci e pertanto si ritiene che la familiarità abbia un ruolo secondario.

## Patogenesi
Le esatte meccaniche che portano allo sviluppo di EPT non sono ancora del tutto state chiarite, sebbene siano state suggerite come possibili cause l'irritazione neuronale provocata dalla presenza di sangue a causa della ferita, e/o un'alterata espressione di neurotrasmettitori.

## Diagnosi
L'epilessia post-traumatica viene diagnosticata in caso di comparsa di crisi epilettiche ad almeno una settimana di distanza dall'evento traumatico, in assenza di altre possibili cause.
L'esame di riferimento per la diagnosi dell'EPT è l'elettroencefalografia, sebbene alcuni pazienti possano non manifestare un chiaro pattern epilettico durante l'esame.. Tomografie computerizzate e risonanze magnetiche possono permettere di individuare la zona della lesione, ma raramente l'esatto focolaio di origine delle crisi.

## Trattamento
L'impiego di farmaci antiepilettici si rivela efficace nel 35% circa dei casi, ma non risolvono il problema in maniera definitiva.
Nei casi che non rispondono alla terapia medica è possibile tentare di rimuovere chirurgicamente il focolaio epilettico, ma l'approccio chirurgico risulta più difficoltoso e meno risolutivo rispetto ad altre tipologie di epilessia.

## Prognosi
La prognosi nei pazienti che sviluppano EPT è peggiore rispetto al resto dei pazienti traumatizzati, con un maggior numero di problematiche motorie e cognitive.